# Bezdružice
Bezdružice (niem. Weseritz) – miasto w Czechach, w kraju pilzneńskim. 
Według danych z 1 stycznia 2024, liczba mieszkańców miasta wynosi 927 osób (1652. miejsce w kraju wśród miejscowości; 583. miejsce wśród miast).
W mieście jest stacja kolejowa Bezdružice.

## Demografia
| Rok             | 2008 | 2016 | 2024 |
| --------------- | ---- | ---- | ---- |
| Liczba ludności | 988  | 910  | 927  |